# Подборський Іван Іванович
Іван Іванович Подборський (1881 — 21 серпня 1919, Київ) — спортсмен-автомобіліст Київського яхтклубу, активний діяч розвитку спортивного руху в Києві початку ХХ ст. Жертва Червоного терору.

## Життєпис

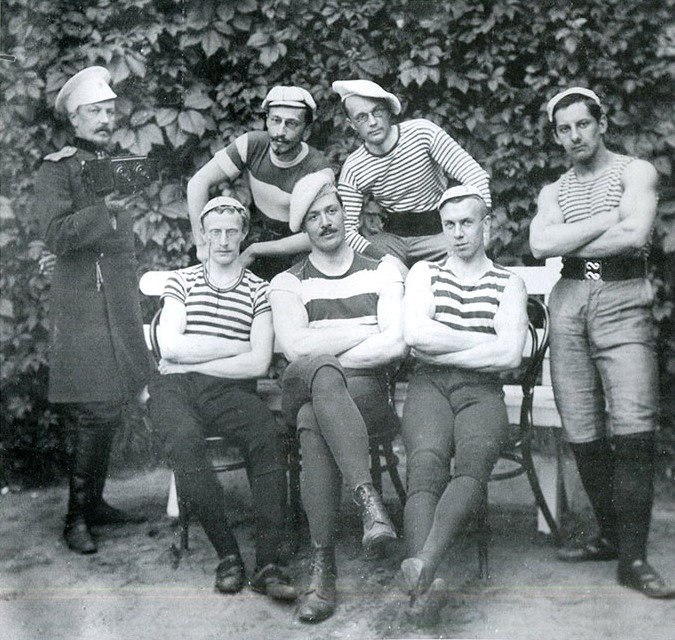
Члени Київського яхт-клубу. Праворуч сидить Іван Подборський

Народився 1881 року в дворянській родині. Випускник університету Святого Володимира.
Активно займався спортом й брав участь в організації спортивних заходів у Києві: веслування й вітрильники в яхт-клубі на Дніпрі, легка атлетика та автомобільна справа. Викладав предмет «автомобілізм» у Олександрівському ремісничому училищі та у першій нормальній школі шоферів В. В. Пермінова, що містилася на Жилянській, № 34.
Влітку 1910 року відбулися грандіозні автомобільні перегони за маршрутом Петербург—Київ—Москва—Петербург. Іван Підборський взяв два призи, розвинувши в заїздах швидкість 133 версти на годину, тобто 142 км/год на автомобілі французької фірми «Berliet». 1910 року переміг у перегонах за маршрутом Київ-Святошин по Брест-Литовському шосе на автомобілі Mercedes, який розвинув 145 км/год. Це досягнення було побите лише 1938 року. Друге місце в перегонах посів Федір Терещенко на Austro Daimler.

### Жертва комуністичного терору
19 серпня 1919 року, під час більшовицької окупації Києва, був зупинений з автомобілем на Печерську, ув'язнений у будинку 5-ї гімназії. Розстріляний 21 серпня 1919 року в Аносовському саду. Похований в Києві на Лук'янівському цвинтарі (ділянка № 5, могила без напису).